# Henry Miller
Henry Valentine Miller (New York City, New York, 26. prosinca. 1891. – Pacific Palisades, Kalifornija 7. lipnja 1980.), američki književnik i slikar.

## Životopis
Otac mu je bio njemački useljenik u SAD po zanimanju krojač sklon alkoholizmu. U mladosti izložen nasilju od strane majke. Imao je sestru Laurettu Annu, koja je bila mentalno hendikepirana. Bio je odličan učenik, a pokušaj studiranja trajao je svega 2 mjeseca. Već od petnaeste godine živio je promiskuitetnim životom, a sa sedamnaest se zarazio gonorejom u bordelu. S devetnaest godina započeo je vezu sa ženom od 37 godina. Imao je aferu i sa svojom punicom. Volio je čitati, osobito mu je bio drag Dostojevski, ali čitao je i pisce kao što su Friedrich Nietzsche i Elie Faure.
Radio je niz poslova, ali ih je stalno mijenjao. (Od očeve trgovine, cementne kompanije, telegrafske kompanije, pa do novinarstva u Parizu). Tek 1964. u 75. godini doživio je slavu. Ženio se pet puta. Imao je troje djece. Počeo je pisati tek s 40 godina, kada je bio potpuno slobodan.

## Djelo
Bio je istinski Mesija erotske proze. Na osobiti je način opisivao seksualne pustolovine ljudi, a često spominje i alkohol te ateizam.(Vidi Jarčeva obratnica) Zabranjivan i ocrnjivan u domovini. Iako je možda za neke prevulgaran ili vulgaran do srži, niti jednu temu nije ostavio nerazrađenu. Bio je pripadnik boemske književne scene u Parizu. Izbijanjem Drugog svjetskog rata, ide u Grčku, ali kasnije bježi u SAD kada Treći Reich napada i tu zemlju.
Više godina proveo boemski u Parizu i tamo objavio svoje najpoznatije knjige, dugo zabranjivane u SAD: Rakova obratnica, Jarčeva obratnica i Crno proljeće.
U njima se seksualna fantazija, vezana uz obilje crnog i ciničnog humora, uklapa u opis kaotičnog i neodgovornog ponašanja ljudi izvan redovnih zanimanja. Svjesna amorfnost kompozicije, u kojoj se anegdote prepliću s prirodno-mističnim meditacijama, odraz je Millerovog nihilističkog stava prema civilizaciji. U nizu daljnih knjiga ističu se Kolos iz Maroussija (o susretima u Grčkoj) i Big Sur i naranče Hieronymusa Boscha (o autorovom životu u Kaliforniji). Kasnija djela uključuju naslove kao što su: "Svijet seksa", "Opus Pistorum", "Moloch", "Ludi penis" (objavljen tek postumno 1991. godine), "Klimatizirana noćna mora" (1945.), žestoka kritika poslijeratnog SAD-a, "Mirni dani u Clichyu" (napisani 1940. i objavljeni tek 1956.), te legendarna trilogija "Ružičasto raspeće". U romane je unosio vlastitu filozofiju. Nasljednici u području erotske proze su mu Michel Houellebecq, Jerzy Kosinski, Philip Roth, Wei Hui, Charles Bukowski, Mario Vargas Llosa,  Melissa Panarello, Lucia Extebarria,  Harold Robbins, Nancy Friday.[nedostaje izvor]
Poznat je po izrazu do balčaka koji se spominje na 226. stranici Jarčeve obratnice. To je najkraći opis veličanstvenog i savršenog spolnog odnosa. Poznati suvremenici su mu Anais Nin, Anne Desclos i Erica Jong, koja je proglašena "ženskim Henryjem Millerom". Napisao je 40 romana, a posljednjih 20 godina života proveo je u Kaliforniji, ponekad objavljujući, ali to mu više nije bila glavna preokupacija. 
Danju je slikao, a pisao je samo povremeno.

## Vanjske poveznice
- Henry Miller A Personal Collection
- Miller Related Links  Arhivirana inačica izvorne stranice od 14. svibnja 2008. (Wayback Machine)
- Miller's interview with The Paris Review
- Henry Miller Memorial Library
- A Decent Biography
- Henry Miller's list of 100 favorite books
- Narrative Detours: Henry Miller and the Rise of New Critical Modernism
- Miller quotes online
- Kenneth Rexroth on Miller
- Henry Miller  Arhivirana inačica izvorne stranice od 1. studenoga 2006. (Wayback Machine)